# Idaea terentius
Idaea terentius är en fjärilsart som beskrevs av Bethune-Baker 1885. Idaea terentius ingår i släktet Idaea och familjen mätare. Inga underarter finns listade i Catalogue of Life.